# Ligue féminine de basket 1999-2000
Navigation
Saison précédente Saison suivante
La saison 1999-2000 de la LFB est la 2e édition de la Ligue féminine de basket et se dispute avec 12 équipes.

## Les équipes
- Aix-en-Provence
- Bordeaux
- Bourges
- Calais
- Lattes-Montpellier
- Limoges
Mondeville
- Nice
- Reims
- Strasbourg
- Tarbes
- Villeneuve-d'Ascq

## Mode de fonctionnement
Le championnat est décomposé en deux phases, à l'issue de la première, les clubs classés de 1 à 4 disputent dans un premier temps le Tournoi de la Fédération.
De plus, ces quatre équipes se retrouvent dans le Groupe A de la phase 2 du championnat, afin de se disputer le titre. Leurs quatre suivantes se disputent au sein du groupe B les deux places en Coupe Ronchetti. Enfin, les quatre dernières s'affrontent dans le groupe C afin d'éviter les deux dernières places synonymes de relégation en Nationale Féminine 1

## Classement après la phase 1
- En vert les équipes qualifiées pour le groupe A en deuxième partie de saison
- En bleu les équipes qualifiées pour le groupe B en deuxième partie de saison
- En rouge les équipes qualifiées pour le groupe C en deuxième partie de saison

| Place | Équipe                    | PTS | MJ | VIC | DEF | + | - | % | Coeff |
| 1     | Bourges                   | 42  | 22 | 20  | 2   | - | - | - | -     |
| 2     | Aix-en-Provence           | 42  | 22 | 20  | 2   | - | - | - | -     |
| 3     | Valenciennes              | 38  | 22 | 16  | 6   | - | - | - | -     |
| 4     | Calais                    | 35  | 22 | 13  | 9   | - | - | - | -     |
| 5     | Tarbes                    | 34  | 22 | 12  | 10  | - | - | - | -     |
| 6     | Mondeville                | 34  | 22 | 12  | 10  | - | - | - | -     |
| 7     | Bordeaux                  | 32  | 22 | 10  | 12  | - | - | - | -     |
| 8     | Nice                      | 31  | 22 | 9   | 13  | - | - | - | -     |
| 9     | Strasbourg                | 29  | 22 | 7   | 15  | - | - | - | -     |
| 10    | Limoges                   | 28  | 22 | 6   | 16  | - | - | - | -     |
| 11    | Reims                     | 27  | 22 | 5   | 17  | - | - | - | -     |
| 12    | Lattes-Maurin Montpellier | 24  | 22 | 2   | 20  | - | - | - | -     |

## Classements après la phase 2

### Groupe A
- En vert les équipes qualifiées pour la finale
- En bleu les équipes ayant gagné leur place en Coupe Ronchetti pour la saison suivante.

| Place | Équipe          | PTS | MJ | VIC | DEF | + | - | % | Coeff |
| 1     | Bourges         | 11  | 6  | 5   | 1   | - | - | - | -     |
| 2     | Valenciennes    | 10  | 6  | 4   | 2   | - | - | - | -     |
| 3     | Aix-en-Provence | 9   | 6  | 3   | 3   | - | - | - | -     |
| 4     | Calais          | 6   | 6  | 0   | 6   | - | - | - | -     |

### Groupe B
- En bleu les équipes ayant gagné leur place en Coupe Ronchetti pour la saison suivante.

| Place | Équipe     | PTS | MJ | VIC | DEF | + | - | % | Coeff |
| 1     | Tarbes     | 11  | 6  | 5   | 1   | - | - | - | -     |
| 2     | Mondeville | 11  | 6  | 5   | 1   | - | - | - | -     |
| 3     | Nice       | 8   | 6  | 2   | 4   | - | - | - | -     |
| 4     | Bordeaux   | 6   | 6  | 0   | 6   | - | - | - | -     |

### Groupe C
- En rouge les équipes reléguées en NF1

| Place | Équipe                    | PTS | MJ | VIC | DEF | + | - | % | Coeff |
| 1     | Limoges                   | 11  | 6  | 5   | 1   | - | - | - | -     |
| 2     | Reims                     | 10  | 6  | 4   | 2   | - | - | - | -     |
| 3     | Strasbourg                | 9   | 6  | 3   | 3   | - | - | - | -     |
| 4     | Lattes-Maurin Montpellier | 6   | 6  | 0   | 6   | - | - | - | -     |

## Finale
La première rencontre (et la belle éventuelle) se déroulent dans le Palais des sports du Prado, à Bourges, club le mieux classé à l’issue de la saison.
- Match Aller (Samedi 6 mai 2000 - 20h00)

Bourges - Valenciennes : 65-60 (après prolongations)
- Match Retour (Mercredi 10 mai 2000 - 20h00)

Valenciennes - Bourges : 57-62
Le CJM Bourges Basket est donc le nouveau Champion de France

## Les récompenses/performances
- MVP française : Catherine Melain (Bourges)
- MVP étrangère : Polina Tzekova (Tarbes)
- MVP espoir : Claire Seigle (Aix-en-Provence)

## Tournoi de Fédération
|  | Demi-finales                                | Demi-finales                                |                        |    | Finale                                      | Finale                                      |
|  | Demi-finales                                | Demi-finales                                |                        |    | Finale                                      | Finale                                      |
|  |                                             |                                             |                        |    |                                             |                                             |
|  | Sam 26 février - 16:00 Saint-Amand-les-Eaux | Sam 26 février - 16:00 Saint-Amand-les-Eaux |                        |    | Dim 27 février - 14:00 Saint-Amand-les-Eaux | Dim 27 février - 14:00 Saint-Amand-les-Eaux |
|  | Sam 26 février - 16:00 Saint-Amand-les-Eaux | Sam 26 février - 16:00 Saint-Amand-les-Eaux |                        |    | Dim 27 février - 14:00 Saint-Amand-les-Eaux | Dim 27 février - 14:00 Saint-Amand-les-Eaux |
|  | (1) Bourges                                 | 69                                          |                        |    | Dim 27 février - 14:00 Saint-Amand-les-Eaux | Dim 27 février - 14:00 Saint-Amand-les-Eaux |
|  | (1) Bourges                                 | 69                                          |                        |    | Dim 27 février - 14:00 Saint-Amand-les-Eaux | Dim 27 février - 14:00 Saint-Amand-les-Eaux |
|  | (4) Calais                                  | 52                                          |                        |    | Dim 27 février - 14:00 Saint-Amand-les-Eaux | Dim 27 février - 14:00 Saint-Amand-les-Eaux |
|  | (4) Calais                                  | 52                                          | Bourges                | 60 |                                             |                                             |
|  | Sam 26 février - 18:00 Saint-Amand-les-Eaux |                                             | Bourges                | 60 |                                             |                                             |
|  |                                             | Aix en Provence                             | 58                     |    |                                             |                                             |
|  | (2) Aix en Provence                         | Aix en Provence                             | 58                     | 68 |                                             |                                             |
|  | (2) Aix en Provence                         |                                             |                        | 68 |                                             |                                             |
|  | (3) Valenciennes                            | 66                                          |                        |    |                                             |                                             |
|  | (3) Valenciennes                            | 66                                          | Match pour la 3e place |    |                                             |                                             |
|  |                                             |                                             |                        |    |                                             |                                             |
|  | Dim 27 février - 16:00 Saint-Amand-les-Eaux |                                             |                        |    |                                             |                                             |
|  |                                             |                                             |                        |    |                                             |                                             |
|  | Valenciennes                                | 88                                          |                        |    |                                             |                                             |
|  | Valenciennes                                | 88                                          |                        |    |                                             |                                             |
|  | Calais                                      | 68                                          |                        |    |                                             |                                             |
|  | Calais                                      | 68                                          |                        |    |                                             |                                             |

Allison Feaster (Aix) a été désignée Meilleure joueuse de ce Tournoi de la Fédération.